# Tekovo
Tekovo, česky také Tekehaza, ukrajinsky Теково, maďarsky Tekeháza, je obec v korolevském jednotném územním společenství v okresu Berehovo, v Zakarpatské oblasti na Ukrajině.
Poblíž Tekova je přírodní rezervace Čorna Hora, která má rozlohu 780 hektarů.

## Části obce
- Tekovo, 1546 obyv.[pozn. 1]
- Hudja, 592 obyv.[2]

## Historie
Na území Tekova byly objeveny pozůstatky osídlení z pozdní doby bronzové (konec 2. tisíciletí před Kristem). Z území Tekova pocházejí náhodné nálezy bronzových nástrojů a zbraní a měděné římské mince. Zpočátku byla obec na pravém břehu Tysy. Ve 40. letech 17. století osadu zpustošila velká povodeň. Zde postavený kostel byl rozebrán a podle lidových pověstí byl převezen na 109 párech volů s válečky na levý břeh, kam se lidé také přesunuli. Tak se z této oblasti stala vesnice.
První písemná zmínka o obci pochází z roku 1372. Vznik obce byl způsoben potřebou přívozu přes řeku Tisu, u kterého brzy vznikla osada. Později se stalo jádrem osady.
Do uzavření Trianonské smlouvy byla ves součástí Uherska, poté byla (pod názvem Tekehaza) součástí Československa.
V roce 1925 zde byla vytvořena venkovská organizace Komunistické strany Československa. Při okupaci obce horthyovským Maďarskem zde operovala skupina odbojářů. Dne 6. dubna 1944 byli odbojáři vypátráni a zatčeni. Dne 17. června 1944, po brutálním mučení na předměstí Tekegazu, za přítomnosti násilně shromážděného obyvatelstva, okupanti zastřelili 5 odbojářů. Kromě toho v koncentračním táboře v Dachau zemřeli 3 odbojáři.
Ve druhé světové válce zemřelo 7 zdejších občanů, kteří bojovali v řadách maďarské armády. Dne 27. října 1944 se režim změnil na stalinský, 13 místních obyvatel bylo povoláno do řad Rudé armády, 6 z nich zemřelo. Na podzim 1944 bylo 62 mužů, převážně Maďarů, odvlečeno do koncentračních táborů, 19 se domů nevrátilo.
Od roku 1945 byla obec součástí Ukrajinské sovětské socialistické republiky, která byla jednou ze svazových republik Sovětského svazu, nakonec od roku 1991 je součástí samostatné Ukrajiny.
Od roku 1973 je přes Tisu zprovozněn most .
V letech 1998 a 2001 byla obec postižena povodněmi. Potom bylo přestavěno více než 200 domů zničených vodou.